# Dreams Realized
Dreams Realized è un cortometraggio muto del 1915 diretto da Frank Cooley. Di genere drammatico, prodotto dalla American Film Manufacturing Company, il film aveva come interpreti Webster Campbell, Virginia Kirtley, Irving Cummings, Joe Harris.

## Trama
A teatro, l'attore James Grey e sua figlia Helen vengono presentati al conte Vernay con il quale poi si intrattengono a cena. Durante la serata l'aristocratico mostra loro la fotografia della sua casa avita in Italia. Grey, al quale in conte piace molto, dice alla figlia che quello sarebbe il marito perfetto per lei. La giovane non è d'accordo, dato che è innamorata di Frank Adams, un medico povero ma che la ricambia e che spera di sposarla. Intanto il conte, intrigato dalla bellezza di Helen, chiede la sua mano a Grey che accoglie felicemente quella proposta, considerata un vero onore. L'attore sogna un futuro dove, ormai ritirato dalle scene, vive nella lussuosa villa in Italia, circondato dai nipotini nati dal matrimonio di Helen con il conte. Le sue fantasie si spezzano con l'annuncio di Helen di voler sposare Adams. Non riesce a capire il perché la figlia preferisca un matrimonio d'amore alla vita brillante che le offre il conte. Irritato con lei, le dichiara che la rinnegherà se lei non farà quello che vuole lui.

Nonostante le sue minacce, Helen sposa l'uomo che ama. Grey, deluso e depresso, si dà all'alcol diventando presto un reietto cui non resta altro che la casa dei poveri. Chiedendone l'ammissione, scopre che il genero ne è il direttore. Convinto che la sua domanda sarà rigettata, se ne sta andando quando giunge sua figlia che, riconosciutolo, gli chiede di restare con lei nella loro casa.

Il vecchio, perdonando il passato, accetta e viene portato a casa della figlia dove, circondato dall'amore di Helen, di suo marito e dei loro bambini, realizza finalmente il sogno di tanto tempo prima.

## Produzione
Il film fu prodotto dalla American Film Manufacturing Company.

## Distribuzione
Distribuito dalla Mutual, il film - un cortometraggio in due bobine - uscì nelle sale statunitensi il 7 maggio 1915.